# Bađinec
 Bađinec  falu Horvátországban Zágráb megyében. Közigazgatásilag Dubravához tartozik.

## Fekvése
Zágrábtól 45 km-re keletre, községközpontjától 3 km-re délkeletre, a Vrbovectől Csázmára vezető út mellett, a megye keleti részén fekszik.

## Története
A településnek 1857-ben 124, 1910-ben 230 lakosa volt. Trianonig Belovár-Kőrös vármegye Križi járásához tartozott. 2001-ben 173  lakosa volt.

## Lakosság
| Lakosság változása | Lakosság változása | Lakosság változása | Lakosság változása | Lakosság változása | Lakosság változása | Lakosság változása | Lakosság változása | Lakosság változása | Lakosság változása | Lakosság változása | Lakosság változása | Lakosság változása | Lakosság változása | Lakosság változása |  |
| ------------------ | ------------------ | ------------------ | ------------------ | ------------------ | ------------------ | ------------------ | ------------------ | ------------------ | ------------------ | ------------------ | ------------------ | ------------------ | ------------------ | ------------------ |  |
| 1857               | 1869               | 1880               | 1890               | 1900               | 1910               | 1921               | 1931               | 1948               | 1953               | 1961               | 1971               | 1981               | 1991               | 2001               |  |
| 124                | 126                | 142                | 205                | 224                | 230                | 214                | 225                | 213                | 215                | 193                | 158                | 167                | 158                | 173                |  |

## Külső hivatkozások
Dubrava község hivatalos oldala